# Јованка Габошац
Јованка Габошац (Мартинци, 1920 — 1942) била је учесница Народноослободилачке борбе.

## Биографија
Јованка Габошац је рођена у селу Мартинци код сремске Митровице у сељачкој земљорадничкој породици Габошац од оца Жарка Габошца и мајке Милке рођ. Пармаковић. Основану школу завршила је у родном селу,а вишу тада Митровачку Гимназију у Срмкој Митровици. У Партизане прикључила се почетком Другог светског рата. Заједно са рођеним братом Савом Габошац борили су се за свој народ, државу и слободу. Погинула је 1942. године у родном месту где је и сахрањена. Пред стрељање пљунула је усташком официру у лице. Током Другог светског рата цела породица Габошац је нестала. Отац Жарко Габошац је преминуо још 1924. године, најстарија сестра Дамјанка је убијена 1931. године, мајка Милка се преудала за другог човека у селу и родила најмлађе дете, ћерку Наду Бркић 1932,прво је погинуо брат Сава, потом и Јованка 1942.мајка када је чула да је и она погинула скочила је у бунар у дворишту сремско митровачког затвора, али није успела да се убије, Немци су је извадили из бунара, затим је мучили и на крају стрељали. Цела породица Габошац сахрањена је на сеоском гробљу у  Мартинцима. Јованка и њен брат Сава остаће упамћени као двоје младих људи који су дали своје животе за слободу коју нажалост нису дочекали.